# Blaukehl-Drückerfisch
Der Blaukehl-Drückerfisch (Xanthichthys auromarginatus) lebt im westlichen Indopazifik von Ostafrika bis Hawaii, nördlich bis zu den Ryūkyū-Inseln und südlich bis zu den Kokosinseln und Neukaledonien. Er lebt in kleinen Gruppen in den oberen Bereichen von strömungsreichen, steilen Außenriffen mit einer reichen Wirbellosenfauna, meist oberhalb einer Tiefe von 20 Metern. Blaukehl-Drückerfische ernähren sich, wie alle Angehörigen der Gattung Xanthichthys, von Zooplankton, vor allem von Copepoden.

## Merkmale
Der Blaukehl-Drückerfisch hat einen ovalen, grünlichen, bläulichen bzw. grauen Körper. Die Männchen haben eine leuchtend blaue Kehle, worauf der deutsche Name Bezug nimmt, sowie gelb umrandete Rücken-, After- und Schwanzflossen, worauf das Art-Epitheton des wissenschaftlichen Namens hinweist. Die Fische werden 20 bis 22 Zentimeter lang. 
Flossenformel: Dorsale III/27–30, Anale 25–27